# Kırşehir
Pour l’article homonyme, voir Kırşehir (province).
Kırşehir est une ville de Turquie, préfecture de la province du même nom. Kırşehir se trouve environ à 140 km au sud-est d'Ankara.

## Histoire
La ville est attestée sous le nom de Mokissos (Μωκισσός) à l'époque hellénistique, devenue Mocissus, Macissus et Macis à l'époque romaine.
Sous le règne de l'empereur byzantin Justinien (527–565), la ville est renommée Justinianopolis.
Prise par les Seldjoukides en 1071, les Turcs lui donnent le nom de Kır Şehri.